# ملعب مونومنتال دي ماتورين
ملعب مونمنتال دي ماتورين (بالإسبانية:Estadio Monumental de Maturín) هو أحد ملاعب كرة القدم وأكبرها في فنزويلا. يقع الملعب في مدينة ماتورين ويتسع لحوالي 52000 متفرج. تم الانتهاء من بناء الملعب في حزيران 2007 وهو من جملة الملاعب الجديدة التي تم بناءها لاستضافة فنزويلا كوبا أميركا 2007.